# Gumi
Gumi (Gumi-si; 구미시; 龜尾市), è una città della provincia sudcoreana del Nord Gyeongsang.